# Ліліта Затлере
Ліліта Затлере (нар. 24 лютого 1953, Рига) — дружина колишнього президента Латвії Валдіса Затлереса.

## Біографія
З 1960 по 1968 рік навчалася в 15-й восьмирічній школі в Ризі, з 1968 по 1971 рік у Ризькому торговому технікумі за спеціальністю «Промислові товари».
У 1971 році почала працювати в компанії з торгівлі спортивними і культурними товарами «Mākslas antikvariāta veikals», де вона була товарознавцем до 1993 року. З 1992 по 1993 рік Затлере також була експертом у Комісії з виплати компенсації за майновий збиток репресованим громадянам Центрального райвиконкому Риги. З 1995 по 2007 рік керувала компанією "Ortopēdijas privātprakse".

## Особисте життя
Була дружиною художника Айварса Мангуліса, який нині[джерело?] проживає в Німеччині, дочка - Агнесе Мангуле.
У 1990-х познайомилася з Валдісом Затлерсом, мають сина Карліса Затлерса.

## Участь у міжнародних форумах
У лютому 2008 року вона відкрила в Ризі Конференцію Європи і Північної Америки, яка проходила в рамках підготовки конференції UNESCO для міністрів освіти країн світу в Женеві. В червні 2008 року вона брала участь в міжнародному форумі «Розширюючи роль жінки в міжкультурному діалозі», що проходив в Азербайджані. На пленарній сесії форуму Ліліта Затлере виступила з промовою про участь жінки в міжкультурному діалозі, ролі жінки в суспільстві і сім'ї, особливу увагу приділивши ролі жінки як стабілізуючого фактора в міжетнічних відносинах.

## Нагороди
- орден княгині Ольги I ступеня (Україна, 2008)[5];
- великий хрест Ордена «Pro Merito Melitensi» (Мальтійський орден, 2008);
- орден Хреста землі Марії 1 класу (Естонія, 2009);
- орден Ізабелли-католички I ступеня (Іспанія, 2009)[6];
- орден Білої Троянди I ступеня (Фінляндія, 2010);
- Великий хрест ордена Вітовта Великого (Литва, 2011)[7];
- орден Вірного служіння[уточнити] I ступеня (Румунія, 2011).